# Biały Dunajec (plaats)
Biały Dunajec is een dorp in het Poolse woiwodschap Klein-Polen, in het district Tatrzański. De plaats maakt deel uit van de gemeente Biały Dunajec en telt 4200 inwoners.

## Verkeer en vervoer
- Station Biały Dunajec